# MicroMV
MicroMV – пропрієтарний формат відеокасет для цифрових відеокамер (серія DCR-IP) від японської фірми Sony, представлений у 2001 році. Касета MicroMV є найменшим плівковим носієм відео. Вона на 70% менша за касету miniDV, Digital8 або DV і трохи менший за аудіо-мікрокасету. Це була перша система спіральної скануючої стрічки, яка використовує MR-головку, представлена на ринку. Кожна касета вміщує до 60 хвилин відео.
MicroMV, на відміну від miniDV, використовує не популярний формат стиснення DV, а MPEG-2 зі швидкістю потоку 12 Мбіт/с (аналогічний тому, що використовується для стиснення відео в DVD та HDV). Спочатку відео, записане у форматі microMV, не підтримувалося популярними пакетами для відеомонтажу, такими як Adobe Premiere або Apple Final Cut Pro. Тому Sony постачала у комплекті з камкордером MicroMV власне програмне забезпечення MovieShaker (лише під Windows). У пізніх версіях Ulead Video Studio та деяких freeware-додатків, тим не менш, з'явилася можливість робити захоплення та редагування відео з камкордерів Sony microMV.
MicroMV був невдалим. Відеокамери та касети MicroMV вироблялися лише Sony. З 2006 року камкордери MicroMV перестали випускалися. У листопаді 2015 року Sony оголосила, що відвантаження касет MicroMV буде припинено в березні 2016 року.

## Камкордери MicroMV
- Sony DCR-IP7 (2001)
- Sony DCR-IP5 (2001)
- Sony DCR-IP45 (2002)
- Sony DCR-IP55 (2002)
- Sony DCR-IP210 (2002)
- Sony DCR-IP220 (2002)
- Sony DCR- IP1 (2003)

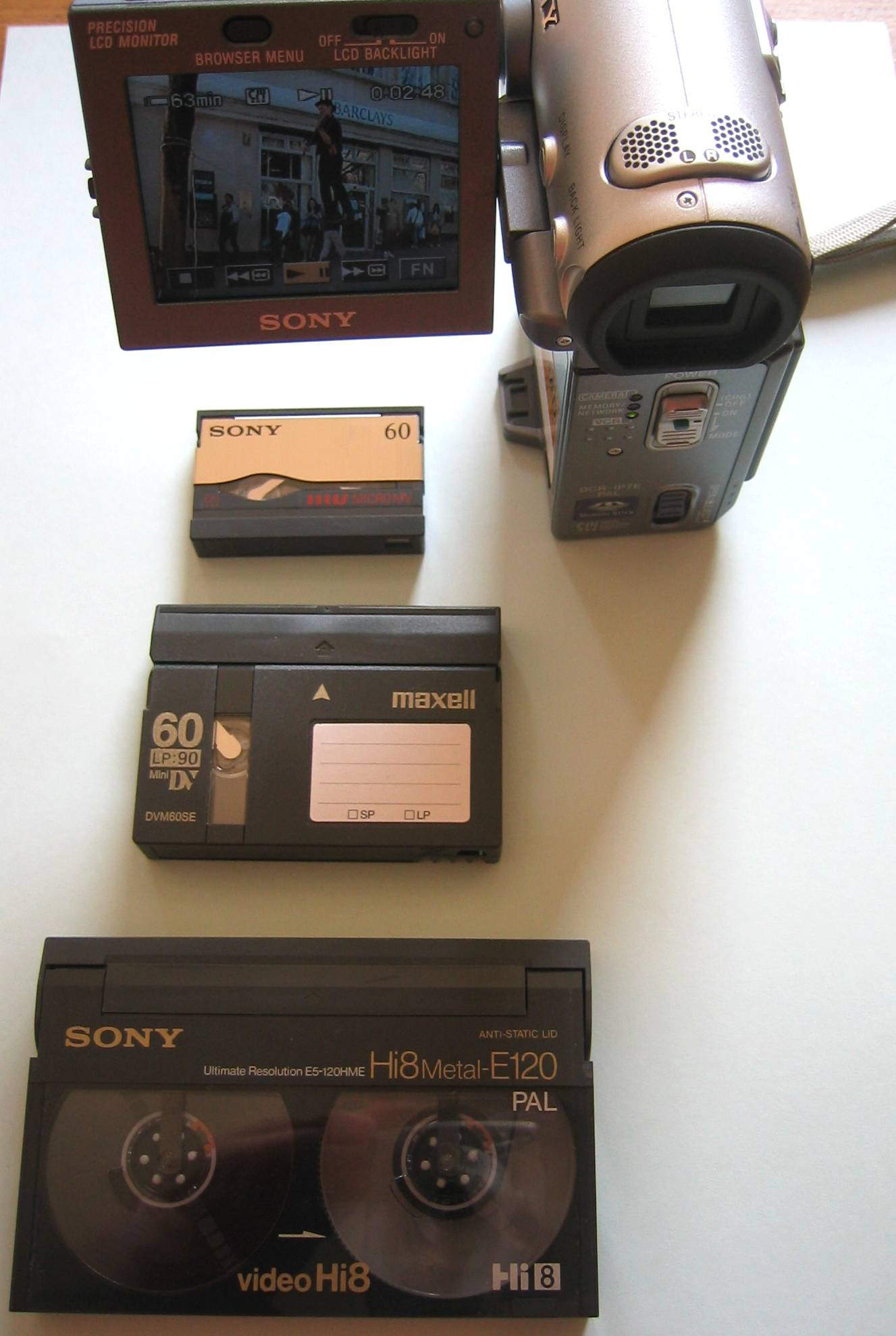
Камкордер і касета MicroMV (зверху) порівняно з касетами miniDV та Hi8

Моделі NTSC можуть відтворювати лише записи NTSC, тоді як моделі PAL можуть відтворювати як PAL, так і NTSC. Моделі PAL закінчуються на "E" (наприклад, DCR-IP7E).

## Програмне забезпечення які підтримують MicroMV
- MovieShaker—Власне програмне забезпечення Sony для редагування відео, яке спочатку постачалося з камкордерами MicroMV.
- Vegas Movie Studio-Підтримує зйомку відео з камкордерів MicroMV (у режимі HDV).
- CapDVHS [Архівовано 26 липня 2021 у Wayback Machine.]-Підтримує зйомку відео з камкордерів MicroMV.
- DVgate Plus—Програмне забезпечення від Sony для зйомки кліпів, включаючи MicroMV.
- Pinnacle Studio версії 8 і 9 [Архівовано 4 липня 2008 у Wayback Machine.]—Знімає кліпи та дозволяє редагувати, створювати DVD тощо. Вилучено з версії 10.
- GrabMV—Знімає кліпи MicroMV.
- FFMPEG—підтримка відтворення MPEG-TS
- Blender [Архівовано 28 лютого 2011 у Wayback Machine.]—Video Sequencer підтримує редагування MPEG-TS безпосередньо завдяки ffmpeg.
- Apple iMovie '08 до '11 для Mac [Архівовано 18 жовтня 2013 у Wayback Machine.]—Внутрішня підтримка імпорту з камкордерів MicroMV. Вилучено з iMovie 10.x.
- Ulead DVD Workshop 2 [Архівовано 29 квітня 2009 у Wayback Machine.]—Включає плагін для запису відео MPEG MicroMV.
- Ulead VideoStudio версії 7 до 9 [Архівовано 26 липня 2021 у Wayback Machine.]-Підтримує імпорт із камкордерів MicroMV. Вилучено з новіших версій.
- Windows Movie Maker [Архівовано 3 серпня 2008 у Wayback Machine.] - включено безкоштовно до Windows Vista Home Premium